# Clásica de San Sebastián 2022
La 41.ª edición de la clásica ciclista Clásica San Sebastián (nombre oficial: Donostiako Klasikoa) fue una carrera en España que se celebró el 30 de julio de 2022 con inicio y final en la ciudad de San Sebastián sobre un recorrido de 224 kilómetros.
La carrera formó parte del UCI WorldTour 2022, siendo la vigésima cuarta competición del calendario de máxima categoría mundial, y fue ganada por el belga Remco Evenepoel del Quick-Step Alpha Vinyl. Completaron el podio, como segundo y tercer clasificado respectivamente, el francés Pavel Sivakov del INEOS Grenadiers y el también belga Tiesj Benoot del Jumbo-Visma.

## Recorrido
La competencia recorrió la provincia de Guipúzcoa en el País Vasco hasta la ciudad de San Sebastián sobre un recorrido de 224 kilómetros, así mismo, el número total de puertos de montaña se mantiene con seis pasos, Azcárate, Urraki, Alquiza, Jaizquíbel, Erlaitz y  el último puerto de Murgil Tontorra con una longitud de 2,1 kilómetros al 10,1% para luego descender y finalizar sobre la ciudad de San Sebastián.

## Equipos participantes
Tomaron parte en la carrera 23 equipos: 18 de categoría UCI WorldTeam y 5 de categoría UCI ProTeam. Formaron así un pelotón de 156 ciclistas de los que acabaron 60. Los equipos participantes fueron:
| WorldTeams (18)- AG2R Citroën Team - Astana Qazaqstan Team - Bahrain Victorious - Bora-Hansgrohe - Cofidis - EF Education-EasyPost - Groupama-FDJ - Ineos Grenadiers - Intermarché-Wanty-Gobert Matériaux - Israel-Premier Tech - Jumbo-Visma - Lotto-Soudal - Movistar Team - Quick-Step Alpha Vinyl - BikeExchange-Jayco - Team DSM - Trek-Segafredo - UAE Team Emirates ProTeams (5)- Burgos-BH - Caja Rural-Seguros RGA - Euskaltel-Euskadi - Equipo Kern Pharma - TotalEnergies |
| |

## Clasificación final
- Las clasificación finalizó de la siguiente forma:[3]

### Clasificación general
| \| Clasificación general \| Clasificación general \| Clasificación general \| Clasificación general \| Clasificación general \| \| Ciclista \| Ciclista \| Equipo \| Tiempo \| \| \| --------------------- \| --------------------- \| ---------------------------------- \| --------------------- \| --------------------- \| \| 1.º \| Remco Evenepoel \| Quick-Step Alpha Vinyl \| 5 h 31 min 44 s \| \| \| 2.º \| Pavel Sivakov \| Ineos Grenadiers \| + 1 min 58 s \| \| \| 3.º \| Tiesj Benoot \| Jumbo-Visma \| + 2 min 31 s \| \| \| 4.º \| Bauke Mollema \| Trek-Segafredo \| + 3 min 11 s \| \| \| 5.º \| Carlos Rodríguez \| Ineos Grenadiers \| + 3 min 11 s \| \| \| 6.º \| Simon Yates \| Team BikeExchange-Jayco \| + 3 min 28 s \| \| \| 7.º \| Toms Skujiņš \| Trek-Segafredo \| + 4 min 09 s \| \| \| 8.º \| Mattias Skjelmose \| Trek-Segafredo \| + 4 min 09 s \| \| \| 9.º \| Rigoberto Urán \| EF Education-EasyPost \| + 4 min 09 s \| \| \| 10.º \| Lorenzo Rota \| Intermarché-Wanty-Gobert Matériaux \| + 4 min 09 s \| \| |                   |                                    |                 |
| |                   |                                    |                 |
| Fuente: ProCyclingStats |                   |                                    |                 |
| Clasificación general |                   |                                    |                 |
| Ciclista | Ciclista          | Equipo                             | Tiempo          |
| 1.º | Remco Evenepoel   | Quick-Step Alpha Vinyl             | 5 h 31 min 44 s |
| 2.º | Pavel Sivakov     | Ineos Grenadiers                   | + 1 min 58 s    |
| 3.º | Tiesj Benoot      | Jumbo-Visma                        | + 2 min 31 s    |
| 4.º | Bauke Mollema     | Trek-Segafredo                     | + 3 min 11 s    |
| 5.º | Carlos Rodríguez  | Ineos Grenadiers                   | + 3 min 11 s    |
| 6.º | Simon Yates       | Team BikeExchange-Jayco            | + 3 min 28 s    |
| 7.º | Toms Skujiņš      | Trek-Segafredo                     | + 4 min 09 s    |
| 8.º | Mattias Skjelmose | Trek-Segafredo                     | + 4 min 09 s    |
| 9.º | Rigoberto Urán    | EF Education-EasyPost              | + 4 min 09 s    |
| 10.º | Lorenzo Rota      | Intermarché-Wanty-Gobert Matériaux | + 4 min 09 s    |

## Ciclistas participantes y posiciones finales
Convenciones:
- AB: Abandono
- FLT: Retiro por llegada fuera del límite de tiempo
- NTS: No tomó la salida
- DES: Descalificado o expulsado

## UCI World Ranking
La Clásica de San Sebastián otorgó puntos para el UCI World Ranking para corredores de los equipos en las categorías UCI WorldTeam, UCI ProTeam y Continental. Las siguientes tablas son el baremo de puntuación y los diez corredores que obtuvieron más puntos:
| Posición   | 1.º | 2.º | 3.º | 4.º | 5.º | 6.º | 7.º | 8.º | 9.º | 10.º | 11.º | 12.º | 13.º | 14.º | 15.º | 16.º-20.º | 21.º-30.º | 31.º-50.º | 51.º-55.º | 56.º-60.º |
| Puntuación | 400 | 320 | 260 | 220 | 180 | 140 | 120 | 100 | 80  | 68   | 56   | 48   | 40   | 32   | 28   | 24        | 16        | 8         | 4         | 2         |

| Clasificación |                          |                                    |        |
| Posición      | Ciclista                 | Equipo                             | Puntos |
| ------------- | ------------------------ | ---------------------------------- | ------ |
| 1.º           | Remco Evenepoel          | Quick-Step Alpha Vinyl             | 400    |
| 2.º           | Pavel Sivakov            | INEOS Grenadiers                   | 320    |
| 3.º           | Tiesj Benoot             | Jumbo-Visma                        | 260    |
| 4.º           | Bauke Mollema            | Trek-Segafredo                     | 220    |
| 5.º           | Carlos Rodríguez         | INEOS Grenadiers                   | 180    |
| 6.º           | Simon Yates              | BikeExchange-Jayco                 | 140    |
| 7.º           | Toms Skujiņš             | Trek-Segafredo                     | 120    |
| 8.º           | Mattias Skjelmose Jensen | Trek-Segafredo                     | 100    |
| 9.º           | Rigoberto Urán           | EF Education-EasyPost              | 80     |
| 10.º          | Lorenzo Rota             | Intermarché-Wanty-Gobert Matériaux | 68     |